# IDER
Pour les articles homonymes, voir Ider (homonymie).
IDER est un duo de chanteurs-compositeurs anglais de Londres, composé de Megan Markwick et Lily Somerville. 
Leur façon musicale combine plusieurs caractéristiques de divers genres musicaux, et elle a été décrite comme post-genre ou cross-genre. Formé en 2016 après que ses membres se soient rencontrés à l'Université de Falmouth, IDER a sorti plusieurs singles et a sorti son premier EP, Gut Me Like An Animal, en 2017. Leur premier album de long-métrage, Emotional Education, est sorti deux ans plus tard en 2019.

## Description
Les membres de IDER, Lily Somerville, originaire de Tamworth, et Megan Markwick, originaire du nord de Londres, se sont rencontrés pendant le premier trimestre de leur cours de licence en musique populaire à l' Université de Falmouth en 2012. Elles ont été mis en groupe avec d'autres étudiants en musique, mais elles ont rapidement commencé à travailler en duo. Durant l'université, elles se sont liés d'amitié et ont commencé à écrire des chansons ensemble ; elles ont également joué ensemble pendant ce temps en tant que duo folk acoustique appelé Lily & Meg. En tant que Lily & Meg, elles ont sorti quelques singles, dont I'm Be Yours, et deux EP. Elles ont finalement déménagé à Londres après l'université, où elles partagent maintenant un appartement. C'est après avoir obtenu leur diplôme de Falmouth en 2016 qu'elles ont sorti leur premier single sous le nom IDER, Sorry. En 2017, elles ont été signées chez Glassnote Records.
Auparavant, elles avaient plaisanté en disant que IDER est un alter ego qui « se manifeste quand [elles] s'harmonisent », Somerville et Markwick ont déclaré que le nom du groupe est un nom inventé qu'elles ont décidé de s'appeler.
Markwick et Somerville ont dit que leurs influences sont Joni Mitchell, Fleetwood Mac, The Beatles, Bruce Springsteen, Jeff Buckley, Beyoncé, Etta James, Dido, Gillian Welch et Nina Simone,.

## Membres

### Membres du groupe
- Elizabeth Lily Somerville - chant, chœurs, guitare, clavier et synthé
- Megan Meg Markwick - chant, chœurs et synthé

### Musicien de studio
- Ben Scott - batterie

### Musicien en live
- Mike Park - batterie